# آقای عاشق (فیلم ۱۹۹۳)
آقای عاشق (به هندی: Shreemaan Aashique) فیلمی محصول سال ۱۹۹۳ و به کارگردانی دیپاک آناند است. در این فیلم بازیگرانی همچون ریشی کاپور، اورمیلا ماتوندکار، بیندو، تیکو تالسانیا، ریما لاگو، انوپم کهیر، محمود علی و آنو کاپور ایفای نقش کرده‌اند.